# Tir a l'arc turc

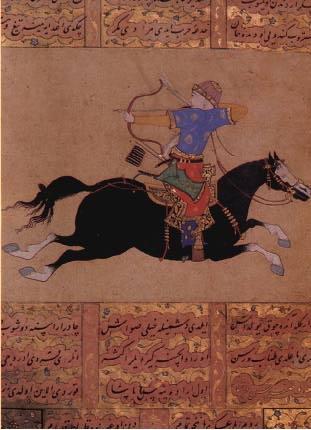
Arquer a cavall otomà

El tir a l'arc turc és una tradició de tir amb arc que es va desenvolupar en l'Imperi Otomà, encara que els seus orígens daten de les tècniques d'arqueria turqueses antigues practicades a l'estepa eurasiàtica, documentades en el segon mil·lenni aC.
És un esport que va popularitzar-se durant l'Imperi Otomà i es practica amb un arc compost curvilini fet de fusta i banya que es pot tensar amb ajuda dels peus o només amb els braços. Quan s'usava a la guerra, es llançaven diverses fletxes de manera successiva abans de la recàrrega, que se subjectaven entre els dits de la mà que tibava la corda. Els arquers solien anar muntats a cavall per assolir major velocitat i van integrar-se a l'exèrcit otomà malgrat la davallada de l'arqueria enfront l'auge de les armes de foc.
Aquests guerrers practicaven en temps de pau i van donar peu a la variant esportiva del tir amb l'arc, que va practicar-se assíduament des del segle xviii fins a la dècada de 1930.

## Història
A partir de la decadència del tir amb arc per a finalitats militar després de la batalla de Lepant, els fabricants d'arcs turcs van perfeccionar el model amb finalitats de caça, obtenint el que ara es pot considerar el millor arc de caça tradicional. Es va començar a practicar el tir amb arc com a esport, i els arquers turcs es van especialitzar en armes que eren particularment bones per impartir alta velocitat a fletxes molt lleugeres.
L'esport del tir amb arc es va reduir gradualment fins al regnat de Mahmud II, que va fer grans esforços per reactivar-lo. També va ordenar a l'estudiant de tir amb arc, Mustafa Kani, que escrivís un llibre sobre la història, la construcció i l'ús d'aquests arcs, del qual procedeix la major part del que es coneix actualment de l'arqueria turca. Després de la mort de Mahmud II el 1839, el tir amb arc va reprendre el seu declivi.
L'art viu de l'arqueria turca es va perdre a la dècada de 1930 amb la mort de l'últim arquer i famós calígraf, Neçmeddin Okyay, marcant la fi d'aquest tipus d'arma.

## Equipament

### Arc turc

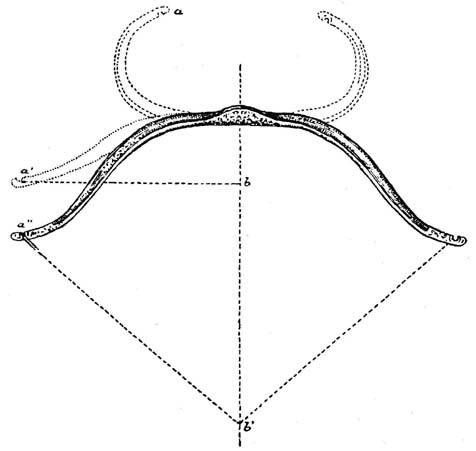
Arc turc

L'arc turc és un arc compost curvilini utilitzat en l'Imperi Otomà. La construcció és similar a la d'altres arcs compostos asiàtics clàssics, amb un nucli de fusta (l'arc era el més desitjable), una banya d'animal al ventre de l'arc (la que assenyala el tirador) i uns tendons als extrems, amb les capes protegides i unides amb cola animal.
No obstant això, diverses característiques de l'arc turc són diferents. La curvatura tendeix a ser més extrema quan l'arc no està estirat, formant la lletra «C». En alguns arcs, els puntes rígides dels extrems («kasan») fins i tot toquen. L'àrea d'adherència no està encastada, com altres arcs asiàtics, i és bastant plana al ventre, mentre que la part davantera de l'empunyadura sobresurt cap a l'exterior.
La curvatura dramàtica dels arcs els fa molt diferents als arcs més rectes que es troben a Europa. Hi ha una dita antiga a Turquia que hi ha «120 formes d'encordar un arc», tot i que els mètodes més comuns consisteixen en estar assegut a terra amb els peus pressionats contra l'empunyadura. Els arcs més pesats normalment requereixen l'ús d'una corretja llarga, anomenada «kemend», tirar les extremitats cap enrere i mantenir-les mentre la corda està tensa.
Durant molts anys es va poder veure l'excel·lència dels arcs turcs des dels rècords històrics. El 1910 es va celebrar un concurs d'arquería a la platja de Le Touquet (França), on Ingo Simon va poder disparar una fletxa a 434 m amb arc compost turc que requeria una força de 440 N.

### Zihgir
Zihgir és la paraula turca per a l'anell d'arquer que s'utilitza per tirar amb arc a l'Imperi Otomà. Els anells d'arquer turcs eren de fusta, metall, vori, os, banya o de cuir. Aquests anells significaven que la persona que els portava era un guerrer. Amb el temps es van convertir en un símbol de prestigi en la societat otomana, i alguns exemples posteriors tenien tanta ornamentació a la superfície que la corda de l'arc lliscava i no es podien utilitzar per disparar. Els exemples que sobreviuen són sovint fets de metalls preciosos i ricament decorats. Alguns estan tallats amb pedres precioses.

### Siper i majra

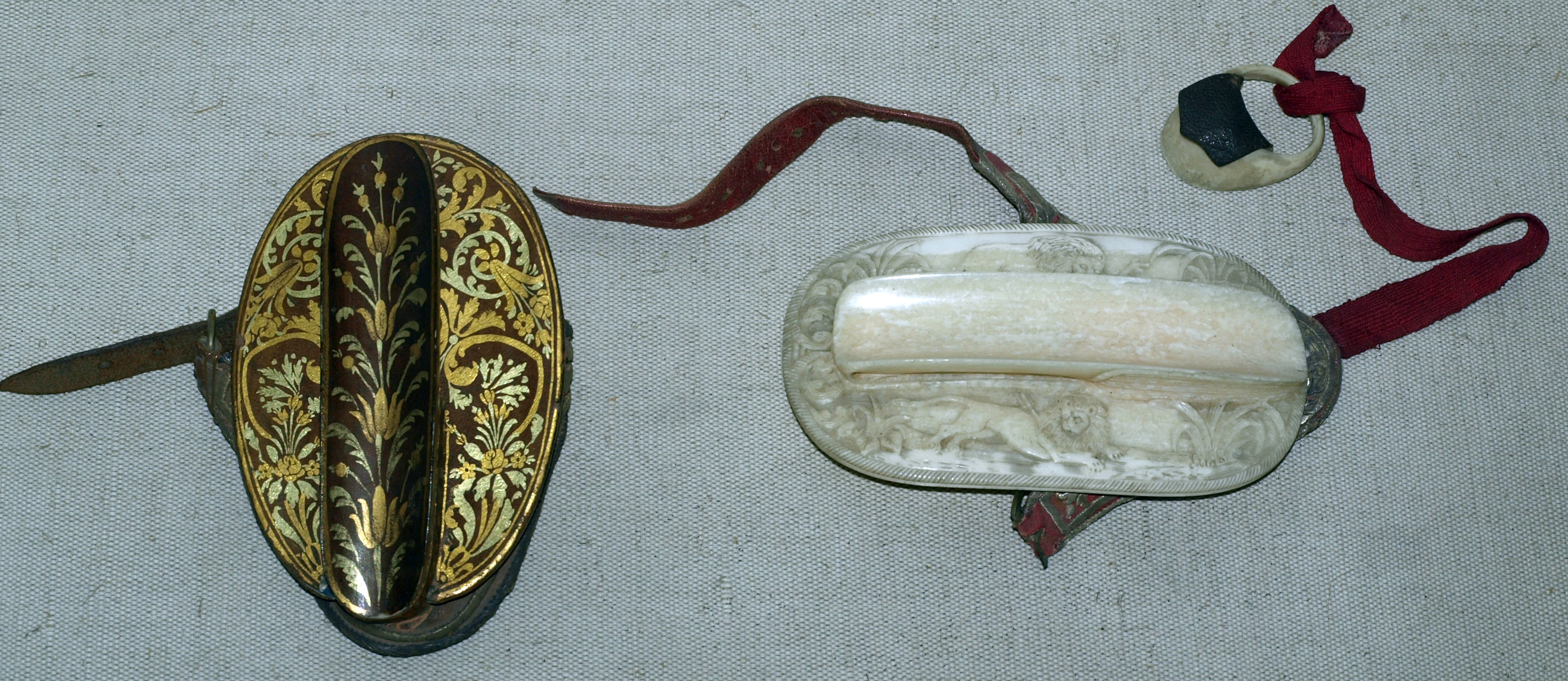
Dos exemplars de siper. Museu de l'armament Topkapi Saray, Estambul

El siper i la majra (o navak) són dispositius usats per disparar fletxes més enllà de l'extremitat del davant de l'arc on la fletxa normalment descansa.
El siper és un tipus de prestatge en forma de tub adherit a la mà de l'arquer, que permet que l'arquer pugui retirar l'arc més cap enrere per obtenir la màxima quantitat de força darrere de la fletxa. És els més utilitzat en el tir amb arc per aconseguir la major distància.
La majra és una fusta amb un canal tallat, coberta amb una tela prima, i amb un petit bucle per a la mà de l'arquer. El dispositiu permet que l'arquer retingui fletxes molt més curtes del que es pretenia per a l'arc. Hi ha algun debat entre els historiadors si aquest dispositiu estava dissenyat per disparar fletxes que eren massa curtes perquè l'enemic es retirés, o si era una forma de reutilitzar les fletxes curtes disparades pels ballesters xinesos. En els temps moderns, s'utilitza principalment en el tir amb arc per disparar fletxes més curtes i més lleugeres.

## Tècnica
Igual que molts altres estils d'arc d'orient, el tir a l'arc turc utilitza un «tir de pessic», que empra un tipus d'adherència anomenat «mandal». Aquesta adherència evita que la fletxa es mogui si l'arquer està en un cavall i / o pugui disparar en un angle inusual. L'encordament en si mateix és relativament curt, generalment sota la barbeta o la galta, en comparació amb els estils d'arqueria de la Xina o Japó, on la fletxa llançada passa del cap. Quan es llança la fletxa, el braç es manté relativament estable, en lloc de permetre que el braç giri cap enrere.
Els arquers turcs van desenvolupar diverses tècniques úniques que utilitzaven en combat. Una era la pràctica de sostenir diverses fletxes entre els dits de la mà que tibava la corda, permetent repeticions ràpides. Un altre era el «jarmakee», que consistia en encordar l'arc amb el braç pel darrere del cap i que els permetia llençar la fletxa en un angle baix cap a baix. Això va ser utilitzat per disparar des de dalt de les parets a les tropes enemigues.